# アルタ (ユタ州)
アルタ（Alta）は、アメリカ合衆国ユタ州のソルトレイク郡にある町。人口は227人（2022年）。ユタ州を代表するスキーリゾートである。

## 歴史
1865年に銀鉱山の労働者住宅地として設立された。1870年代に最盛期を迎え人口は3,000人に達した。しかし、銀の採掘量は次第に少なくなり1930年頃には、町はゴーストタウン化した。鉱山会社は税金を滞納していたため、所有地を政府に物納したいと申し入れた。土地はアメリカ農務省森林局の管理下に置かれ、1938年に民間運営のスキー場が開業した。1970年に町として法人化した。

## 地理
アルタは、標高2,610メートルの豪雪地帯に位置している。雪質は「パウダースノー」でスキーに適していると評価されている。ソルトレイクシティから近く交通の便が良いため大勢の観光客が訪れる。

パノラマ